# Historicitet
Begrebet historicitet spiller en central rolle i eksistensfilosofien, samt den filosofiske hermeneutik. At diskutere en persons historicitet er at se en person historisk, eller som et historisk væsen. Man ser herved ikke en person som fastlagt og defineret, men i en historisk kontekst. Historicitet indebærer både det forhold, at vi altid er bestemt af vores historiske situation, og altså skal ses i sammenhæng med denne for at kunne blive defineret, samt at vi altid kan transcendere den historiske situation. Indenfor den filosofiske tradition har bl.a. Heidegger haft betydning for dette begreb.
| filosofi | Spire Denne filosofiartikel er en spire som bør udbygges. Du er velkommen til at hjælpe Wikipedia ved at udvide den. |